# ریکاردو پریوری
ریکاردو پریوری (انگلیسی: Ricardo Priori؛ زادهٔ ۸ دسامبر ۱۹۹۵) بازیکن فوتبال اهل آرژانتین است.